# 国土調査
国土調査（こくどちょうさ）とは、国土調査法（昭和26年6月1日法律第180号）に基づく国土の実態の科学的、総合的な調査のことである。

## 概要
国土調査は、大きく地籍調査、土地分類調査、水調査の３調査に区分される。国土調査法によると、その目的は、国土の開発、保全、利用の高度化に資するとともに、地籍の明確化を図るとされている。

## 調査の種類
国土調査法によると、国土調査とは以下の調査をいう。 
- 国の機関が行う基本調査、土地分類調査または水調査
  - 「基本調査」とは、土地分類調査、水調査及び地籍調査の基礎とするために行う土地および水面の測量・調査などをいう。
- 都道府県が行う基本調査
- 都道府県、市区町村または土地改良区等が行う土地分類調査、水調査または地籍調査で国土交通大臣等による指定を受けたもの又は都道府県計画に定められたもの

### 土地分類調査
土地分類調査とは、土地の自然条件に関する最も基礎的な情報を整備するものであり、地形・表層地質・土壌などの自然的要素、土地の利用現況、災害の履歴、土地の生産力等を調査を行い、その結果を地図と簿冊にとりまとめることをいう。
土地分類調査は、土地分類調査と土地保全調査に大別される。
土地分類調査
土地分類調査には、国が行う土地分類基本調査、土地履歴調査、土地分類細部調査、土地分類基本調査（垂直調査）、都道府県が行う都道府県土地分類調査がある。
土地保全調査
土地保全調査には、土地保全基本調査と、災害類型別土地保全基本調査がある。

### 水調査
水調査とは、気象、陸水の流量、水質及び流砂状況並びに取水量、用水量、排水量及び水利慣行等の水利に関する調査を行い、その結果を地図と簿冊にとりまとめることをいう。
水調査は、水系調査と水基本調査とに大別される。
水系調査
水系調査には、国が行う一級水系とその周辺地域を対象とした主要水系調査と、都道府県が行う主要な二級水系とその周辺地域を対象とした都道府県水調査がある。
水基本調査
水基本調査には、全国の主に深度３０ｍ以上の水井戸について、井戸掘さく時に得られた地質情報、揚水試験で得られた帯水層情報、水質検査結果などのデータを収集・整理する地下水調査がある。

### 地籍調査
地籍調査とは、一筆一筆の土地について、その所有者、地番、地目の調査と、境界及び地積に関する測量を行い、その結果を地図と簿冊にとりまとめることをいう。
地籍調査は、狭義の地籍調査と基準点測量とに大別される。
地籍調査
地籍調査は、市区町村又は土地改良区等が行う地籍調査と、国が行う主に人口集中地区において地籍調査の基礎となる官民境界情報の収集を目的とする都市部官民境界基本調査及び山間地域において地籍調査の基礎となる筆界情報の収集を目的とする山村境界基本調査がある。
基準点測量
基準点測量は、測量法に基づき国土地理院が行う基本測量のことである。